# جيم دورتي
جيم دورتي (بالإنجليزية: Jim Doherty)‏ هو لاعب كرة قدم بريطاني، ولد في 13 سبتمبر 1958 في كيلمارنوك ‏ في المملكة المتحدة. لعب مع كوين أوف ساوث ونادي كيلمارنوك.